# Баташко клане
Баташкото клане е масово убийство на значителна част от българското християнско население в Батак, едно от големите села в Пещерско, при потушаването на Априлското въстание през май 1876 година. То е извършено от османски башибозук от съседните помашки села под прякото командване на Ахмед ага Барутанлията. След клането той е осъден и изпратен на заточение в Диарбекир, но по-късно е помилван от султан Абдул Хамид II. Според различни оценки, между 1400 и 5000 души от селото са избити.

## Предистория

### Преди въстанието
След ислямизирането на Чепинската котловина през 15 – 17 век, Батак е обграден от помашки села и остава един от малкото християнски „острови“ в Родопите. Революционен комитет в града е основан от Панайот Волов на 21 февруари 1876 г. Председател на комитета е Петър Горанов, който взема участие на събранието в Оборище. Турските власти подозират революционна активност в Батак и пращат полицейския комисар Читак Ахмед и заптиета да претърсят къщата на Горанов, хората в селото измъкват заподозрения с хитрост, като използват че той е от Кавлаковия род и вместо неговата къща, посочили къщата на Горьо Кавлаков, където не било открито нищо.

### Баташкото въстание
Ролята на Батак в Априлското въстание е била да заеме складовете в околните селища и да осигури провизии на въстаниците в околните територии, да блокира важните пътища и така да попречи на турските войници да получават пратки с провизии. Батак е трябвало да се справи с околните помашки села (Чепино – днес квартал на гр. Велинград, Корово – днес с. Драгиново, Ортакьой – днес гр. Костандово). Единственият проблем бил, че през цялото време на въстанието Батак е трябвало да се пази сам от турската армия, но рискът е поет.
След началото на Априлското въстание, на 20 април 1876 г. част от въоръжените, боеспособни мъже от населението на село Батак, водени от войводата Петър Горанов, Войводата Стефан Трендафилов Керелов-Петстотник въстават срещу турската власт. Както е застъпено в плана, бунтовниците отстраняват част от турските власти, когато срещу тях е изпратена 5-хилядна армия от башибозуци, предвождани от Ахмед ага Барутанлията.
Първенците на селото и чорбаджиите решават да спасят живота на хората в града и за това извикват Барутанлията, да му предадат оръжието си, като той заявил с клетва, че ще си отиде, веднага щом получи боеприпасите на въстаниците. По време на предаването на оръжието, някои от хората в селото успели да избягат, но след това селището било обкръжено, за да не може никой да го напусне. Башибозуците се разпределили по къщите и започнали да ги ограбват. Много от по-крайните домове в селото били изгорени, а башибозуците стреляли напосоки. Хората започнали да се крият в сградите с по-здрава конструкция в селото, които щели да издържат, като църквата и училището, но и в някои от къщите на чорбаджиите. Впоследствие башибозукът извършва масово клане. Благодарение и на тези събития, светът узнава за волята за освобождение на българския народ.

## Клането
Ето как Захари Стоянов описва в своите „Записки по българските въстания“, тези и част от по-нататъшните събития:
„На 1 май неприятелят се вмъкнал в селото из долния край. Наместо съпротивление, той, неприятелят, бил поканен даже от самите българи-чорбаджии, със съобщение, че селото ще си предаде оръжието. Няколко души, наистина, си предали оръжието на неприятеля; но намеренията на тоя подъл неприятел били зверски, коварни, мръсни и ужасни. Щом се свършило предаването, главорезите башибозуци, запретнали ръкави. Те нападнали на обезоръжените жертви, на които отсекли главите с брадви, като ги водели един по един до едно сложено на земята дърво и тук ги секли като дърва. Плач, писъци и молби излизали от устата на всички, но, наместо милост, това е възбуждало по-люто отмъщение и някакво си зверско тържество в средата на тези човешки касапи. Тая варварска постъпка на башибозуците турили цялото село в ужас и трепет. Жени, деца и гологлави мъже бягали из селото към горния край.“
Убийството на кмета и духовен водач Трендафил Тошев Керелов е описано в разказ на очевидец – съпругата на сина му Ангел Керелов – Босилка:
„Моят свекър отиде да посрещне башибозуците, когато селото беше заобиколено, и се срещна с Ахмед ага, който каза, че иска да се събере оръжието от селяните. Трендафил отиде и го събра. След като то беше предадено, стреляха по него с пищов и куршумът му одраска окото. Тогава чух Ахмед ага да заповядва със собствените си уста Трендафил да бъде набит на кол и опечен. Думите, които използва, бяха „Shishak aor“, което на турски означава да се набие на шиш като парчетата месо, наречени „кебап“. След това взеха от него всичките му пари, съблякоха му дрехите, извадиха му очите и зъбите и го набиха на кола бавно, докато той излезе през устата му. След това те го опекоха на огъня още жив. Той живя половин час в продължение на ужасната сцена. По това време бях съвсем близо до Ахмед ага. Освен мене тук се намираха няколко български жени. Ние бяхме обкръжени от башибозуци, които ни ограждаха от всички страни, и бяхме принудени да гледаме какво става с Трендафил.“
Едно от децата на Ангел и Босилка Керелови, Владимир-още бебе в цедилка, е набодено на меч от башибозука пред очите на майката Босилка:  „По времето, когато ставаше това, синът на Ахмед ага взе детето от гърба ми и пред очите ми го насече на парчета със сабята си. Овъглените останки на Трендафил лежаха там един месец и тогава бяха погребани.“ '
Стотника Петър Керелов е убит жестоко, след като му избождат очите и отрязват езика пред очите на баща му Трендафил Керелов и други батачани.
Съчинението на Робърт Джаспър Мор „Под Балкана“, заедно с репортажите на Макгахан във вестник „Дейли Нюз“, е един от ценните извори на сведения за бунтовната 1876 година. Там също се описва смъртта на Трендафил Керелов:
„Убиването на старейшината Трендафил било извършено крайно варварски. След като му извадили очите и му изтръгнали зъбите, набили го на кол и го опекли жив сред кръг от жени, заставени от башибозуците да останат зрители до неговата смърт. На друг човек отрязали краката, ръцете, носа и ушите.“
Жени, момичета и деца били избивани в къщите и по улиците, докато много мъже били закарани на дръвниците и били обезглавени със саби. Много малко успели да убегнат, болшинството от жителите били убити в условия на огромно варварство.
В „Записки по българските въстания“ Захари Стоянов е описал случилото се:
„Като се уверил вече наздраво, че батачени са в негови ръце, той (Ахмед ага) скочил на крака, погледнал към своите кръвници, изревал колкото му е силата: „Марш! Де гюреим сизи!“, като посочил с пръст и на така изпоплашените и полумъртви наши пратеници, които били заградени като приготвени за клане овци. На гласа на Барутанлията башибозуците наскочили кой с изтеглен нож, кой със запрегната пушка, наобиколили жертвите и скърцали насреща им със зъби – живи искали да ги разкъсат; надпреварили се един през други, като вълци, кой по-напред да си накървави зъба. Петър Трендафилов, Вранко Димитров и Петър Каваджиев били предадени на няколко души кеседжии, които там, малко настрана, ги насекли на дребни парченца.
Ангел Кавлакът, тоя турски интригантин, който е играел лукава рол във време на въстанието, който е тичал от позиция на позиция да убеждава и обезкуражава, най-после, който е бил като агентин на Барутанлията и е станал причина да погинат много храбри батачени като кокошки, намести награда за делото си – повалил се на земята, съшибан от десетина куршуми, отделно от онова място, гдето си сложили костите истинските мъченици. Въобще турците през 1876 г. така са постъпили с предателите и с ония покорни глави, които са отивали да им цалуват краката и да се предават. Това същото ние виждаме да става в Перущица, в Копривщица, в Дряновския манастир и пр.
Най-мъченически е загинал от горните петима души Трендафил Тошев Керелов. Него положили, като Васил Петлешкова в Брацигово, между два запалени от слама огньове, гдето българският мъченик издъхнал, опечен като скумрия. Неговият отчаян писък не бил в състояние да покърти ни едно мусулманско сърце...“
Бременни жени били разпаряни и техните неродени деца са били изваждани на байонетите на башибозуците. Други къщи, в които 20, 30 или дори 40 жени са се били затворили, са били изгорени заедно с тях.
„Налегнала тъмна, ужасна нощ, прорязвана феерично от прехвърчащи куршуми и от искрящи се в бездънното тъмно небе пламъци на разбеснелите внезапно страховити пожарища. Ревът на повилнели нападатели и писъкът на изгубени майки и деца, на ранени – валящи се по разни кътове – и на затрупани и задушени по пламналите къщя нещастни, допълнят картината. От този час вече по-нататък съдбата на Батак е само агония.“

### Училището
Училището, което било в близост до църквата „Света Неделя“ се оказва последно убежище на около 200 души, които били изгорени живи, докато се криели в него, авторът на „Записки по българските въстания“ – Захари Стоянов описва случките в него така:
„Башибозуците влезли вътре без никакво препятствие и клането се захванало още от вратата. Мнозина имало скрити вътре в долапите, които така също били измушени и накастрени; в числото на последните били: свещеник Нейчо Паунов и учителят Тонджоров, родом от Самоков. На първия от тях кръвопийците извадили най-напред очите, дупчили го като решето по цялото тяло, докато издъхне тоя християнски мъченик в ръцете им. Близо до него предал душа и учителят Тонджоров, който така също бил насечен по всичкото тяло. Бедният мъченик на просвещението! Той загинал в същото онова здание, дето преди няколко дена проповядвал от скромния учителски стол словото на светлината. В долния кат на училището имало до 200 души скрити, мъже, жени и деца, които кръвниците, от много бързина, се вижда работата, не могли да намерят. Но да не помислите, че простият случай ги е запазил от смъртта? Не, читателю! Те се отървали от ятагана, били лишени от лекото действие на куршума, но изгорели живи, като червеи в гнило дърво, в долния кат на училището, защото башибозуците на тръгване запалили от четирите страни това здание. Техните писъци и вопли от ужасна мъка били чути след малко от зверовете, които разбрали, че направили една грешка, по невнимание, не в отношение към участта на двестете жертви, но че не могли да ги оберат от по-напред, което обстоятелство съставявало истинската загуба на тези Биконсфилдови братя.
— Язък! Отидоха напусто толкова дрехи, а може би и пари – казали те с турско хладнокръвие и тръгнали към вратата на черквата, без да удостоят даже с присъствието си жертвеника на двестете мъченици.“

### Църквата „Света Неделя“
В хода на въстанието църквата „Света Неделя“ била последната крепост на разбунтувалите се батачани.
Почти едновременно с разрушаването на училището, башибозуците започнали да издълбават дупки в оградата на църковния двор и да стрелят по всички там, убивали всеки който се опитал да избяга. Най-ужасната част от клането в Батак се състояла през нощта на 2 срещу 3 май в църквата „Света Неделя“ и двора ѝ.
На сутринта на 3 май, башибозукът успял да проникне в двора на църквата и да избие хората в него, но входната врата на храма не поддала, тъй като била „задръстена“ от хората, които се намирали в църквата.
„Народът бил вътре притиснат като на скенджа множество деца и недъгави умрели от задушаване; успели да влязат само ония, които можели да се хвърлят по главите на хората.“
Защитата на църквата продължила три дена, престрелките в селото не преставали, за да принудят батачани да се предадат, врагът пускал пълни с пчели кошери и запалена слама с газ в църквата, много от хората загинали заради недостиг на кислород.
Някои от нападателите се опитали да проникнат в църквата от покрива, но без особен успех, макар да постигнали няколко изстрела срещу барикадираните вътре.
В църквата нямало вода, затова барикадираните използвали зехтина от кандилата и кръвта на изкланите. Копали с голи ръце, за да намерят подпочвена вода.
На третия ден, все още оцелелите решили да излязат навън, след като разбрали, че вътре са обречени. Когато отворили портите на църквата Ахмед ага Барутанлията чакал отвън с башибозуците си. Започнало безпощадно клане, само тези, които склонили да приемат исляма останали живи а останалите били обезглавени. Ахмед ага целял да насели отново Батак с потурчените от него българи, но те се оказали недостатъчно.
Ето как сцената е описана от Захари Стоянов:
„Полуубитото население не че повярвало на неприятелските обещания, които опитало вече няколко пъти, но като нямало друго спасение като виждало, че и в черквата ще бъде избито, отворило вратата. Втори път то имало злочестината да си въобрази, че и чалмата има човешко сърце, че и хищният башибозук може да състрадава, да се умилостивява, като види с очите си положението на затворените, удушените и стъпкани пред вратата дечица, другите изпоплашени, които заедно с нещастните си майки и сестри плачели и късали сърцата на присъстващите. Картина, както виждате, една от най-ужасните и сърцераздирателните, но картина, повтаряме ние, за човек с душа и сърце, а не за башибозук.
Щом се подали тези последните на вратата, с голи ятагани в ръцете, всичките затворени паднали на молба, жените показвали децата си, и за да умилостивят някак кръвниците, искали да им целуват дръжките на окървавените ятагани, наричали ги синове, братя и бащи. Всичко напусто! Башибозуците погледнали хладнокръвно на всичко това; те прекрачили налягалите пред вратата трупове като дърва и отново започнали да въртят ятаганите. И така, в черковната ограда клането се е продължавало няколко часа. От най-напред жертвите са били обирани и измъчвани да изкажат своето богатство, а после са били заколвани, т.е. техният живот бил пощаден за няколко минути, докато удовлетворят грабителската жажда на плячкаджиите, мнозина мъже спасили своя живот, като легнали между изкланите и се престорили на умрели.“
След действията си, османците опожаряват църквата, но каменната и конструкция я спасява, единствено иконите и дървените мебели изгарят.
Когато се разбира, че руски комисии ще пристигнат, за да огледат мястото, турските власти се опитват да заличат всички следи от клането. Опитите да се погребат хилядите трупове са безуспешни, заради ужасната смрад, която се носела (телата стояли повече от 3 месеца навън). Стените на църквата са боядисани, за да не си личи попилата кръв, която по-късно избива отново. Дори днес следите от кръв се виждат ясно в храма.

### Краят на клането и Дървеният мост
След клането в църквата, Барутанлията издал заповед, всички оцелели да се съберат пред църквата, с претекст, че ще състави списък на избитите и на вдовиците. По-голямата част от оцелялото население на Батак се събрало, тъй като неявилият се щял да заплати с живота си. Явилите се били разделени на мъже и жени. Когато Ахмед ага се явил пред тях той издал втора заповед – жените да се наредят още по-надалеч от мъжете и трета да се избият останалите около 300 явили се мъже.
Същият ден още около триста други били убити при дървения мост пред училището, най-напред им се отрязвали ръцете, ушите и носовете, раменете, а после ги доубивали.
По-късно, местата на клането са описани в репортажите на Джанюариъс Алойшиъс Макгахан и чрез него събитията достигат до вестниците „Дейли Нюз“ и Ню Йорк Хералд.

### Данни за жертвите
Данни за жертвите в Батак дава Димитър Страшимиров. Списъкът му съдържа имената и възрастта на 1750 жертви, както и махалата, от която са. Както самият Страшимиров изрично споменава данните не претендират за пълнота и точност. Обобщеният вид на известните му загинали изглежда по следния начин:
| Махала            | Жертви |
| ----------------- | ------ |
| Паунова махала    | 175    |
| Кавлакова махала  | 399    |
| Стойчова махала   | 286    |
| Самунева махала   | 214    |
| Климентова махала | 650    |
| Други             | 26     |

Според публикуван от Димитър Гаджанов официален османски рапорт най-голям брой избити от християнските села има именно в Батак, като съгласно обобщените данни за Пловдивската и Пазарджишката каза, в тях са убити общо 3044 души, като само в Батак те са 1346. Консулът на САЩ Юджин Скайлър в свой доклад, след като посещава Батак съобщава, че е избито към 3/4 от населението и изрично посочва цифрата 5000 загинали българи повечето жени, девойки, деца и старци. Според някои изследователи не би могло да има пет хиляди убити от село с население по-малко от четири хиляди жители.

## Батак след клането

### Репортажите на Макгахан и докладите на Скайлър
Един от първите чужденци, описали ужасите в България след Априлското въстание, бил американския журналист Джанюариъс Макгахан, който бил изпратен като военен кореспондент на вестник „Дейли Нюз“. Първоначалните задачи на Макгахан били да направи анкета за престъпленията във въстаналите райони заедно с американския консул в Цариград Юджийн Скайлър и руския представител княз Алексей Церетелев, но след като видял положението в страната, решил че статистиката няма да е достатъчна. Журналистът описва много от турските зверства след посещенията си в Перущица, Батак, Панагюрище, Клисура и Пловдив. 
Благодарение на изобличителните свидетелства на Макгахан в Англия били устройвани митинги, на които били гласувани повече от 500 резолюции в подкрепа на българския народ. Организирали се доброволни комитети за събиране на помощи и изпращане на петиции до правителството.
Между 28 юли и 25 август 1876 г., Макгахан пише своите репортажи с невероятни описания на целия разрушен град и околностите му:
„...Изведнъж дръпнахме юздите с възклицание на ужас, точно пред нас се издигаше грамада от черепи, смесени с кости от всички части на човешкото тяло, скелети почти цели, дрехи, човешка коса и изгнило месо, заразяваща миризма се разнасяше наоколо.
Всички скелети бяха облечени само с женски ризи, Те всички бяха жени и момичета. Преброих над сто черепа, без да включвам скритите под другите кости на страхотната грамада. Всички черепи бяха отделени от скелетите, всички скелети бяха без глави. Тези жени до една са били обезглавени. Процедурата била следната: турците хващали жената, събличали я внимателно по риза, оставяли на страна ония дрехи, които били ценни и всички украшения и скъпоценности, след което много от тях поемали грижата да я изнасилят, а последният я обезглавявал.
После ни разказаха, че това са костите на 200 млади момичета, отначало пленени и специално запазени за съдба по-лоша от смъртта...“
„Градчето лежеше на разстояние стотина ярда от нас, не беше оцелял нито един покрив, нито една стена (...) От другата страна на пътя имаше скелети на деца с ужасяващи удари на сабя по техните малки черепи, Броят на децата убити в тези кланета е повече от огромен. Очевидци ни разказаха как видели малки бебета набучени на байонети и разнасяни по улиците на Батак и Панагюрище...“
Приближихме към черквата и училището. Земята тук е покрита със скелети, по които висят парцали и парчета изгнило месо. Ако се съди по останалите стърчащи стени, училището е била обширна хубава сграда, годна за приемане на 200 или 300 деца.
Сега по камъните и боклука, които покриват пода на училището на височина от няколко фута, лежат костите на 200 жени и деца, живи изгорели между тези четири стени...
Черквата не беше много широка, заобиколена от ниска каменна стена, затваряща малък черковен двор. Отначало ние не забелязахме нищо особено. Зловонието беше толкова голямо, че едва можехме да погледнем около нас.
Това което ни се стори маса от камъни и боклук под нас, бе в действителност грамада от човешки трупове, покрити отгоре с тънка наслойка от камъни и пръст, целият църковен двор е покрит с тях на височина от три до четири фута и ужасна миризма идваше от там.
От тази чудовищна гробница можеха да се видят подаващи се глави, китки, крака, стъпала и ръце. Малки къдрави главички се показваха там, малко краче, дълго колкото пръст, малки бебешки ръчички, протегнати, сякаш молеха за помощ – бебета, които са умирали, учудени от яркия блясък на сабята, деца, които са умирали сред писъци на уплаха и ужас...
Кучетата, които бяха много на брой и гризяха костите, избягаха при моето идване. По-нататък полето беше пълно с черепи и скелети.
На няколко пъти Макгахан е на крачка да се откаже от разследването си и репортажите заради ужаса, който вижда, самият той споделя, че местата, които е видял са се запечатали в него до края на живота му.
Юджийн Скайлър, един от спътниците на Макгахан също пише за клането:
„...Видях костите им, някои още с парчета месо по тях, натрупани в една низина откъм хълмовете, където ги глождеха кучетата. Нито една къща не е останала цяла в тази прекрасна долина. Дъскорезниците – градът е въртял значителна търговия с дървен материал и дъски, които се намирали покрай реката, са всичките изгорени и от осемтях хиляди жители няма и 2000 да са останали. Тук са погинали над 5000 души, голяма част от тях жени и деца и костите им, които са под развалините, и разлагащото се месо отравят въздуха. разпилени човешки кости, черепи, ребра, дори цели човешки скелети, глави на момичета, все още украсени с плитки от дълги коси, кости на деца, скелети, още покрити с дрехи. Тук видях къща, подът на която беше побелял от пепел и овъглени кости на 30 души, изгорени живи. Тук беше мястото, където селският първенец Трандафил е бил нанизан на копие и опечен и където сега е заровен; видях един трап, препълнен с разлагащи се трупове; един воденичен бент, изпълнен с подути тела; тук беше едно училище, в което двеста жени и деца, потърсили убежище вътре, били изгорени живи; тук видях и църквата и църковния двор, където още можеха да се видят около хиляда полуизстнили тела, които запълваха заградения двор и образуваха куп, висок няколко фута, където между камъните, които напразно са били нахвърляни отгоре за да ги прикрият, се виждаха ръце, крака и глави, които тровеха въздуха със своята смрад. След посещението ми по заповед на мютесарифа каймакаминът на Пазарджик бил изпратен в Батак с малко вар, за да улесни разлагането на телата и да предотврати избухването на епидемии. Ахмед ага, който е командвал клането, е бил декориран и повишен в чин юзбашия.“

## Отзиви

### Личности
Един от най-добрите източници на данни за клането в Батак е историографската книга на Захари Стоянов – „Записки по българските въстания“, от която той посвещава около 30 от последните страници на въстанието и клането в града.
Много други български писатели споменават клането многократно в много от своите произведения, като например Иван Вазов в стихотворенията си „Опълченците на Шипка“ и посветеното на Батак – „Възпоминания от Батак“.
След като случилото се разчува, едни от най-големите умове на човечеството през тази епоха обръщат внимание на клането в Батак, сред тях са: Виктор Юго, Джузепе Гарибалди, Уилям Гладстон, Чарлз Дарвин, Фьодор Достоевски, Димитрий Менделеев, Иван Тургенев и Лев Толстой.
Ние ще учудим европейските правителства, напомняйки им едно нещо, а именно, че престъпленията са си престъпления. И те не са по-позволени на едно правителство, отколкото на един убиец, и ако Европа е солидарна с всичко това, което се случва в Европа, тогава то е извършено от Европа, защото ако съществува едно безумно и свирепо правителство, то би трябвало да бъде третирано като диво животно; тъй като всичко това се случва сега близо до нас, пред очите ни избиват, опожаряват, разграбват, изтребват, обезглавяват бащи и майки, продават малки момиченца и момченца: а тези деца, които са прекалено малки, за да бъдат продадени, ги разсичат с два удара на сабята; освен това изгарят семействата в къщите им, както в този град, Батак, например, където населението намаляло за няколко часа от 9 хиляди жители на 300; където гробищата са запълнени с трупове, много повече, отколкото могат да бъдат погребани; така на живите, извършили клането, мъртвите отвръщат с чума, което е напълно справедливо; искаме европейските правителства да научат какво се случва там; че бременните жени биват разсичани, за да убият децата им в утробите; че обществените места са затрупани с женски скелети в резултат на случилото се; че кучета гризат по улиците черепите на млади изнасилени момичета, че всичко това е ужасно, и е достатъчен един жест на европейските правителства, за да го прекратят; и ако диваците, които извършват тези престъпления, са ужасни, то тогава и цивилизованите, които са им позволили да го направят, са ужасяващи.
Дошъл е моментът да издигнем глас. Всеобщото възмущение се навдига. Има часове, в които човешкото съзнание взема думата и заповядва на правителствата да слушат.“

### Общество
През 1877 г. поради неприемането на английските резолюции относно свободата на българския народ избухва Руско-турската освободителна война.
На 20 януари 1878 г. оцелелите жители на град Батак посрещат пристигащата руска освободителна армия.

### Православната църква
Баташките мъченици са канонизирани за светци от Българската старостилна православна църква на 17 май 2006 година. Първата икона, посветена на тях, е нарисувана в манастира Св. Велика Княгиня Елисавета в Етна, Калифорния, САЩ специално за канонизацията им през 2006 година Идеята за подобна икона се е родила през 2004 година в България.
На заседание през март 2011 година Светият Синод на Българската православна църква решава да бъдат канонизирани за светци просиялите Баташки мъченици. На 3 април 2011 година в храм-паметника „Свети Александър Невски“ по време на Света литургия, отслужена от патриарх Максим, са канонизирани новите български светци, убити през 1876 г. в църквата в Батак.
С решение от 30 май 2011 година на Светия Синод Руската православна църква ще чества паметта на Баташките и Новоселските мъченици.

## Полемика
През пролетта на 2007 г. в българското общество, медийно пространство и държавни институции се води остра полемика относно научна конференция и изложба с автори д-р Улф Брунбауер (историк) и Мартина Балева (изкуствовед) в рамките на проект на Институт за Източна Европа в Берлинския свободен университет, озаглавен първоначално „Демонизираният ислям – минало и настояще на антиислямски стереотипи в България по примера на мита за клането в Батак“, а по-късно – „Батак като място на паметта. Ислямът като вражески образ. История и съвременност на антиислямски стереотипи в България и примера за мита на клането в Батак“, финансиран от фондациите „Памет, отговорност и бъдеще“ и „Роберт Бош“. Проектът разглежда събитията и образите, довели до утвърждаването на Батак като изключително важна част от българското възраждане, като голямо внимание се обръща на картината на полския художник Антони Пьотровски „Баташкото клане“. Разглеждат се ограничен набор исторически факти и се коментира не самото клане, а картината на Антони Пьотровски и снимков материал.
Работата на Брунбауер и Балева става повод за разгорещени дискусии сред българската общественост. Телевизия СКАТ обявява награда от 2500 евро за този, който изпрати адреса или снимка на Мартина Балева. Блокът на родителите на Балева е одраскан с обидни надписи. Проруската националистическа партия Атака я обвинява, че е „купена от богати евреи“. Заплахите срещу Брунбауер принуждават Свободния университет в Берлин да ангажира частна охрана за своя сътрудник. Като се изключат крайните реакции, сериозната полемика може да се раздели на „против Балева/Брунбауер“ и „в тяхна подкрепа“.

### Против
Реакцията в българското общество, медии и институции е предимно на противопоставяне. Етнографският институт към Българска академия на науките оттегля предложението си да бъде домакин на конференцията и изложбата. В изявление до медиите, подписано от председателя на академията акад. Иван Юхновски, БАН и Етнографският институт настояват името им по никакъв начин да не бъде свързвано с подобна „псевдонаучна изява“. Управата на фондацията „Памет, отговорност и бъдеще“ решава да отложи конференцията за неопределено време, поради твърде „разгорещените дебати в България“.
Срещу проекта реагират президентът Георги Първанов и вицепрезидентът Ангел Марин, министър-председателят Сергей Станишев, ст.н.с. Божидар Димитров, директор на Националния исторически музей и проф. Георги Марков, директор на Институт по история към БАН.
Жителите на Батак и околните селища приемат проекта като лична обида.
В януарския брой на списание Military History от 2017 година е публикувана статия на преподавателя по история в Weatherford College Ричард Селсър, посветена на работата на Джанюариъс Макгахан, в която авторът определя Баташкото клане като началната точка на геноцида в модерната епоха.

### В подкрепа
Един от най-шумните критици на отказа на БАН да приеме конференцията е Антонина Желязкова, председател на Международния център за изследване на малцинствата и междукултурните взаимодействия: „Досега не е била проявявана такава нетолерантност и непоносимост към академична тема“, „Това е позор за президентската институция“, „Божидар Димитров е едно ченге и политик, който само се представя и се маскира като учен.“
Вестниците „Дневник“ и „Капитал“ също реагират отрицателно към създадената истерия, а вестник „Култура“ посвещава цял брой на случилото се като заема изключително критична гледна точка към действията на БАН и медиите, започнали скандала. Списание „Обектив“ на Българския хелзинкски комитет застъпва мнението, че „медиите изопачават целите и аргументите на проекта като подвеждат читателите си да вярват, че работата на Брунбауер и Балева отрича клането в Батак както и 5-те века Османска власт“.
След отмяната на конференцията в интернет се появява петиция „срещу политическата цензура и административния натиск върху свободата на научните изследвания“ с автори „група историци“, подписана от Антонина Желязкова, Александър Везенков, Иван Еленков и други историци, журналисти и обществени личности.